# 東アフリカ大学
1. 東アフリカ大学（ひがしアフリカだいがく、英: University of East Africa）は、かつてアフリカに存在した大学。1963年にケニア、タンザニアおよびウガンダのための大学として発足したが、1970年に3つの独立した大学に分割された。
- ナイロビ大学（ケニア）
- マケレレ大学（ウガンダ）
- ダルエスサラーム大学（タンザニア）

2. 東アフリカ大学（ひがしアフリカだいがく、英: East Africa University）は、ソマリアおよびソマリランドにキャンパスを持つ大学。